# تاتيانا غوتسو
تاتيانا كونستانتينوفنا غوتسو (الأوكرانية: Тетяна Костянтинівна Ґуцу، الرومانية: Тatiana Guţu ؛ ولدت في 5 سبتمبر 1976، في أوديسا، الجمهورية الأوكرانية السوفيتية الاشتراكية) لاعبة جمباز فني سوفيتية سابقة وحاملة الميدالية الذهبية في جمباز الشامل في دورة الألعاب الأولمبية الصيفية 1992 في مدينة برشلونة الإسبانية.
عادت إلى الأضواء مع بدأت حملة me too التي العالمية المناهضة لعمليات التحرش الاعتداء الجنسى، حيث اتهمت البطلة الأولمبية مرتين، وبطلة أوروبا والعالم في الجمباز الفني، عبر نشرها على صفحتها في موقع "فيسبوك"، تدوينة عن تعرضها الاغتصاب من قبل زميلها في منتخب الاتحاد السوفيتي، البيلاروسي فيتالي شيربو.

## روابط خارجية
- تاتيانا غوتسو على موقع الاتحاد الدولي للجمباز (licence) (الإنجليزية)
- تاتيانا غوتسو على موقع الاتحاد الدولي للجمباز (biography) (الإنجليزية)
- تاتيانا غوتسو على موقع اللجنة الأولمبية الدولية (الإنجليزية)
- تاتيانا غوتسو على موقع أوليمبيديا (الإنجليزية)